# Bitka pri Leipzigu
Bitka pri Leipzigu ali Bitka narodov (rusko Битва народов, Bitva narodov, nemško  Völkerschlacht bei Leipzig, francosko  bataille des Nations, švedsko  slaget vid Leipzig) je bila bitka od 16. do 19. oktobra 1813 pri Leipzigu, Saška. V bitki je koalicija Rusije, Prusije, Avstrije in Švedske pod poveljstvom ruskega carja Aleksandra I. in Karla Filipa Schwarzenberškega odločilno porazila francosko vojsko Napoleona I. V njegovi vojski so bili tudi poljski in italijanski vojaki in Nemci iz Renske konfederacije, predvsem iz Württemberga in Saške. Bitka je bila vrhunec nemškega pohoda leta 1813. V bitki se je borilo 600.000 vojakov z 2.200 topovi in 200.000 granatami. Bitka, največja v Evropi pred prvo svetovno vojno, je povzročila 127.000 žrtev.
Poraženi Napoleon je bil prisiljen na umik v Francijo, koalicija pa je razpustila Rensko konfederacijo in na začetku naslednjega leta napadla Francijo. Napoleon je bil prisiljen k odstopu in bila maja 1814 izgnan na Elbo.